# CS Étoile de Guinée
Club Sportive Étoile de Guinée w skrócie CS Étoile de Guinée – gwinejski klub piłkarski, grający w drugiej, a niegdyś w pierwszej lidze gwinejskiej, mający siedzibę  w mieście Konakry.

## Sukcesy
- Puchar Gwinei[1]
  - zwycięstwo (1): 2003.

## Występy w afrykańskich pucharach
| Sezon | Rozgrywki           | Runda   | Kraj       | Klub          | Dom | Wyjazd | Dwumecz |
| ----- | ------------------- | ------- | ---------- | ------------- | --- | ------ | ------- |
| 2004  | Puchar Konfederacji | wstępna | Mauretania | ASC Entente   | 2–0 | 2–0    | 4–0     |
| 2004  | Puchar Konfederacji | 1       | Algieria   | CR Belouizdad | 1–0 | 1–2    | 2–2     |
| 2004  | Puchar Konfederacji | 2       | Nigeria    | Enugu Rangers | 0–0 | 1–2    | 1–2     |

## Stadion
Domowe mecze klub rozgrywa na stadionie o nazwie Stade du 28 Septembre w Konakry, który może pomieścić 35000 widzów.

## Reprezentanci kraju grający w klubie
Stan na czerwiec 2023.
| - Alhassane Bangoura - Ousmane Bangoura - Alpha Kalidou Diallo - Oumar Kalabane | - Kanfory Sylla - Mohamed Thiam - Naby-Moussa Yattara |